# Hans Heinrich von Grambow
Hans Heinrich von Grambow (1677 på Gut Wildkuhl, Mecklenburg-Schwerin – 19. juni 1758 i Helsingør) var en dansk officer, bror til Volrath Levin von Grambow.
Han var af gammel adelsslægt, søn af Hans Ernst og Elisabeth von Grambow til Gut Wildkuhl i Mecklenburg. Grambow gjorde karriere i Hæren i Danmark, hvor han sluttede sit virke med rang af generalmajor og kommandant i Nyborg.
Han blev gift med Margrethe Cathrine Hoppe (8. marts 1681 - 8. november 1731), datter af viceadmiral Iver Hoppe og Margrethe Elisabeth von Boye, enke efter justitsråd Nicolaj de Windtz til Sandagergård.